# 1055 Тинка
1055 Тинка (1055 Tynka) — астероїд головного поясу, відкритий 17 листопада 1925 року.
Тіссеранів параметр щодо Юпітера — 3,633.